# Masamitsu Takizawa
Masamitsu Takizawa –en japonés, 滝澤正光, Takizawa Masamitsu– (21 de marzo de 1960) es un deportista japonés que compitió en ciclismo en la modalidad de pista. Ganó una medalla de bronce en el Campeonato Mundial de Ciclismo en Pista de 1985, en la prueba de keirin.

## Medallero internacional
| Campeonato Mundial | Campeonato Mundial | Campeonato Mundial | Campeonato Mundial |
| Año                | Lugar              | Medalla            | Competición        |
| ------------------ | ------------------ | ------------------ | ------------------ |
| 1985               | Bassano (Italia)   | Medalla de bronce  | Keirin (P)         |